# ARL13B
ARL13B (англ. ADP ribosylation factor like GTPase 13B) – білок, який кодується однойменним геном, розташованим у людей на короткому плечі 3-ї хромосоми.  Довжина поліпептидного ланцюга білка становить 428 амінокислот, а молекулярна маса — 48 643.
| 10         |  | 20         |  | 30         |  | 40         |  | 50         |
| ---------- |  | ---------- |  | ---------- |  | ---------- |  | ---------- |
| MFSLMASCCG |  | WFKRWREPVR |  | KVTLLMVGLD |  | NAGKTATAKG |  | IQGEYPEDVA |
| PTVGFSKINL |  | RQGKFEVTIF |  | DLGGGIRIRG |  | IWKNYYAESY |  | GVIFVVDSSD |
| EERMEETKEA |  | MSEMLRHPRI |  | SGKPILVLAN |  | KQDKEGALGE |  | ADVIECLSLE |
| KLVNEHKCLC |  | QIEPCSAISG |  | YGKKIDKSIK |  | KGLYWLLHVI |  | ARDFDALNER |
| IQKETTEQRA |  | LEEQEKQERA |  | ERVRKLREER |  | KQNEQEQAEL |  | DGTSGLAELD |
| PEPTNPFQPI |  | ASVIIENEGK |  | LEREKKNQKM |  | EKDSDGCHLK |  | HKMEHEQIET |
| QGQVNHNGQK |  | NNEFGLVENY |  | KEALTQQLKN |  | EDETDRPSLE |  | SANGKKKTKK |
| LRMKRNHRVE |  | PLNIDDCAPE |  | SPTPPPPPPP |  | VGWGTPKVTR |  | LPKLEPLGET |
| HHNDFYRKPL |  | PPLAVPQRPN |  | SDAHDVIS   |  |            |  |            |

A: Аланін

C: Цистеїн

D: Аспарагінова кислота

E: Глутамінова кислота

F: Фенілаланін

G: Гліцин

H: Гістидин

I: Ізолейцин

K: Лізин

L: Лейцин

M: Метіонін

N: Аспарагін

P: Пролін

Q: Глутамін

R: Аргінін

S: Серин

T: Треонін

V: Валін

W: Триптофан

Задіяний у таких біологічних процесах як поліморфізм, альтернативний сплайсинг. 
Білок має сайт для зв'язування з нуклеотидами, ГТФ. 
Локалізований у клітинній мембрані, мембрані, клітинних відростках, війках.